# Sipos András (agrármérnök)
Dr. Sipos András (Csepreg, 1932. július 6. – 2016. október 27.) tudományos tanácsadó, a Szarvasi Arborétum igazgatója 1984 és 1998 között.

## Élete
1932. július 6-án született Csepregen, dr. Sipos Gábor és Harwich Irén házasságából. Általános iskolai tanulmányai után a soproni Berzsenyi Dániel Gimnázium diákja lett, ahol 1951-ben tett érettségi vizsgát. Felsőfokú tanulmányait ezt követően a soproni Erdőmérnöki Főiskolán kezdte meg, ahol 1955-ben erdőmérnöki oklevelet szerzett. Később elvégezte a Debreceni Agrártudományi Egyetemet is, ahol 1966-ban szerezte meg agrármérnöki oklevelét. 1973-ban megszerezte a mezőgazdasági tudományok kandidátusa tudományos fokozatot.

### Szakmai életútja
Első diplomájának megszerzését követően, 1956-ban a Gödöllői Állami Erdőgazdaságnál helyezkedett el. Az ezt követő öt évben részben itt, részben a Kelet-bükki Állami Erdőgazdaságnál dolgozott, legmagasabb beosztása erdészetvezető volt. 1961-től tíz esztendőn át, 1971-ig az ÁGOK Szendrői Kutatóállomásán és a Kompolti Kutató Intézet putnoki állomásán dolgozott, mint tudományos munkatárs.
1971-ben az Öntözési Kutató Intézethez került át, ahol tudományos főmunkatársként tevékenykedett, 1983-ig. 1984-ben pedig a Kertészeti és Élelmiszeripari Egyetem (KÉE) állományába került, mint az akkoriban az egyetem szervezeti egységeként működtetett Szarvasi Arborétum tudományos főmunkatársa, hamarosan pedig igazgatója. A létesítmény igazgatói feladatait 1998-ig, nyugdíjba vonulásáig látta el, de még nyugdíjazása után is az arborétumban maradt, mint tudományos tanácsadó.
2016. október 27-én hunyt el, életének 85. évében.

### Részvétele szakmai testületekben
1991-től a Kertészeti és Élelmiszeripari Egyetem címzetes egyetemi tanára és az Egyetemi Tanács tagja lett, ami mellett állandó meghívottja volt a Tessedik Sámuel Főiskola Tanácsának és külső tagja a Debreceni Agrártudományi Egyetem Tanácsának. Elnökké választották a Magyar Tudományos Akadémia Békés Megyei Tudományos Testületében, az akadémiai bizottsági rendszer részeként működő Víz- és Környezetgazdálkodási Munkabizottságban, a Tessedik Sámuel Oktatási Kutatási Szövetségben és a Körös-Maros Nemzeti Parkért Egyesületben. A Magyar Arborétumok és Botanikuskertek Szövetségében az elnökség tagja, az Agrárkutató Intézmények Országos Szövetségében ügyvezető elnöke volt, és egy időben vezette a Szent István Egyetem kihelyezett Növényalkalmazási Tanszékét is.

### Kutatási tevékenysége
Kutatási tevékenysége pályája korai szakaszában a talajvédelem és talajhasznosítás témaköréhez kapcsolódott, később elsősorban a Szarvasi Arborétum ökológiai viszonyait és azok változásait igyekezett minél behatóbban feltárni.

## Művei
- A rét és legelőgazdálkodás időszerű kérdései Borsod megyében, Miskolc, 1963. (társszerzőként)
- A melioráció kézikönyve, 1977. (társszerzőként)
- Legeltetés, a gyepgazdálkodás legújabb eredményei, témadokumentáció, 1977. (társszerzőként)
- Talajvédelem és vízrendezés dombvidéken, 1992. (társszerzőként)
- Szarvasi Arborétum, Tájak-Korok-Múzeumok kiskönyvtára.

17 tudományos cikket, dolgozatot jelentetett meg, további 14 tanulmány, tanulmányterv és 99 egyéb szakmai anyag – tanulmányok, beszámolók, jelentések, tervvázlatok – szerzője volt.

## Kitüntetései
- MAE Aranykoszorús jelvény, 1968
- Mezőgazdaság Kiváló Dolgozója, 1978
- KÉE Jubileumi Plakett, 1986
- Nagyváthy János Emlékérem, 1990
- Az „emberi környezetért” Kitüntető Jelvény, 1991
- „Békés Megyéért” kitüntető díj, 1995
- „Szarvas Városért”, „Alföld turizmusáért”, „Magyar Köztársaság Arany Érdemkereszt” kitüntetés, 1999
- Pro Nature díj, 2009.

## Magánélete
Felesége Román Elvira okleveles vegyész volt.  Kedvtelései közé tartozott a kertépítés és -fenntartás, illetve a legkülönfélébb famunkák.

## Emlékezete
- Emlékére 2018-ban egy fatönkből kifaragott emlékművet állítottak igazgatói munkássága színhelyén, a Szarvasi Arborétumban.